# Illusion (canção de Aespa)
"Illusion" (hangul: 도깨비불; rr: Dokkaebibul; lit. Fogo-fátuo) é um single promocional gravado pelo girl group sul-coreano Aespa para seu segundo extended play (EP) Girls. Foi lançado em 1 de junho de 2022, pela SM Entertainment e Warner Records como uma faixa surpresa de pré-lançamento do EP. Escrita por Lee Thor (Lalala Studio) enquanto a produção é feita por G'harah "PK" Degeddingseze, Patricia Battani e Steve Octave, "Illusion" é uma canção hip hop, synth-pop, dance e eletrônica de "alta energia" com refrão pesado e elementos indicativos de hyperpop.

## Antecedentes e lançamento
Em 1 de junho de 2022, a SM Entertainment anunciou que Aespa lançaria seu segundo EP Girls em 8 de julho. Junto com o anúncio, Aespa lançou "Illusion" como faixa surpresa de pré-lançamento do EP, acompanhada de um vídeo com letra de "aparência futurista" no mesmo dia. É o primeiro material do grupo a ser lançado sob seu contrato de gravação com a Warner Records.

## Desenvolvimento e composição
"Illusion" foi escrita por Lee Thor (Lalala Studio) com composição e arranjos feitos por G'harah "PK" Degeddingseze, Patricia “Tricia” Battani e Steve Octave. A canção foi descrita como uma música hip hop, synth-pop, dance, EDM-trap e eletrônica "de alta energia" com "baixo vigoroso 808 e um som de chute que atinge os ouvidos". Consiste em elementos indicativos de hyperpop, incluindo uma "percussão excêntrica para chimbais e cliques elétricos em forma de xilogravura". Liricamente, a canção foi descrita como tendo "a própria cor de Aespa expressa", como "comparar o desejo de seduzir e devorar o oponente ao fogo dos goblins". A música também traz o som de uma das produtoras da música, Patricia “Tricia” Battani. "Illusion" foi composta em tom de Ré menor, com um tempo de 90 batidas por minuto.
Em entrevista à The Art Of Listening, os produtores da canção G'harah "PK" Degeddingsezeand e Tricia Battani afirmaram que a letra "Yummy Yummy in my Tummy Tummy" foi inspirada nos fragmentos do filme de suspense de ação de 2008 Punisher: War Zone. Eles também revelaram que a música se chamava originalmente "Dessert" e trazia letras sobre "ser uma sobremesa deliciosa e atraente".

## Recepção critica
A canção recebeu críticas positivas dos críticos musicais. Crystal Bell da Nylon descreveu a música como "o canto da sereia do synthpop com uma linha de baixo deliciosamente suja", e que "destaca os encantos vocais de cada membro". Escrevendo para Consequence of Sound, Mary Siroky nomeou a música como "uma faixa de alta energia" que oferece "uma batida vibrante e um refrão de verme de ouvido". Robin Murray, da Clash, apelidou a faixa como um "retorno brilhante e cheio de ganchos que fica em uma pista de synth-pop". Em Billboard, o revisor S.B. escreveu que a música é uma "faixa sinistra [que] continua a explorar o tema ciber-futurismo do grupo". Mashable classificou a canção em 11º lugar em sua lista das "16 melhores músicas de K-pop de 2022 (até agora)", escrevendo: "Para marcar o início de sua nova era, Aespa lançou "Illusion", uma faixa eletrônica de pré-lançamento que se baseia na vocação synth-pop do grupo e na afinidade com ganchos hipnóticos e pegajosos".
Kristine Kwak, da Rolling Stone, afirmou que a canção é "uma perdedora para o tradicional som futurista e pesado de sintetizadores de Aespa" e a chamou de "uma favorita dos fãs e com razão".  Escrevendo para Beats Per Minute, Chase McMullen a rotulou como "o tipo de música que tem o poder de fazer você dançar no meio de um bar, sem se importar nem um pouco com o espectador enquanto você segue cada movimento seu". Rhian Daly do NME achou que era "a melhor música deste álbum" com "versos mínimos e sombrios antes de atingir um refrão hipnoticamente discreto".
| Editor          | Listicle                                            | Colocação | Ref.   |
| --------------- | --------------------------------------------------- | --------- | ------ |
| Amazon Music    | Melhor de 2022: K-Pop                               | 37        | [ 17 ] |
| Consequence     | As 50 melhores músicas de 2022                      | 35º       | [ 18 ] |
| Cosmopolitan    | As 15 melhores músicas de K-pop de 2022             | 13º       | [ 19 ] |
| Deezer          | Sucessos do K-POP 2022                              | Colocado  | [ 20 ] |
| Hypebae         | Melhores músicas e vídeos musicais de K-Pop de 2022 | 18        | [ 21 ] |
| MTV             | Os 22 melhores lados B do K-pop de 2022             | 5º        | [ 22 ] |
| NME             | As 25 melhores músicas K-pop de 2022                | 17º       | [ 23 ] |
| The Review Geek | 15 melhores músicas de K-Pop de 2022                | Colocado  | [ 24 ] |

## Desempenho comercial
"Illusion" estreou na posição 120 na Circle Digital Chart da Coreia do Sul na edição da parada datada de 29 de maio a 4 de junho de 2022; em suas paradas componentes, a canção estreou em 15º lugar na Gaon Download Chart, e número 153 na Gaon Streaming Chart. Ascendeu para o número quatorze na Circle Digital Chart na edição da parada datada de 4 a 10 de setembro de 2022. Internacionalmente, a canção alcançou a posição 15 na Regional Top Chart da RIAS de Singapura, e o número 39 na Billboard Vietnam Hot 100. "Illusion" não entrou na Billboard Global 200, mas alcançou a posição 150 na Global Excl. US dos EUA.

## Promoção
Nos dias 26 e 27 de junho, Aespa apresentou "Illusion" como parte de um show único intitulado "Aespa Showcase Synk in LA". Também foi apresentada durante o evento ao vivo do grupo chamado "Aespa Girls Comeback Live" no dia 11 de julho no YouTube e TikTok. A canção foi apresentada com "Girls" em dois programas musicais: M Countdown da Mnet em 14 de julho, e Show! Music Core da MBC em 16 de julho.

## Créditos e pessoal
Créditos adaptados do encarte de Girls.
Estúdio
- SM Starlight Studio – gravação, edição digital
- SM Blue Cup Studio – mixagem

Pessoal
- Aespa – vocais, vocais de fundo
- Lee Thor (Lalala Studio) – letra
- G'harah "PK" Degeddingseze – composição, arranjo
- Steve Octave – composição
- Patricia Battani – arranjo
- Maxx Song – direção vocal, edição digital
- Jeong Yoo-ra – gravação, edição digital
- Jung Eui-seok – mixagem

## Desempenho nas paradas musicais
| Parada (2022)                 | Melhor posição |
| ----------------------------- | -------------- |
| Coreia do Sul (Circle)        | 14             |
| Global Excl. US (Billboard)   | 150            |
| Singapura (RIAS Top Regional) | 15             |
| Vietnã (Vietnam Hot 100)      | 39             |

| Parada (2022)          | Posição |
| ---------------------- | ------- |
| Coreia do Sul (Circle) | 16      |

| Parada (2022)          | Posição |
| ---------------------- | ------- |
| Coreia do Sul (Circle) | 71      |
| Parada (2023)          | Posição |
| Coreia do Sul (Circle) | 119     |

## Histórico de lançamento
| Região | Data               | Formato(s)                 | Gravadora(s)      |
| ------ | ------------------ | -------------------------- | ----------------- |
| Várias | 1 de junho de 2022 | Download digital streaming | SM Warner Dreamus |